# りりィ
りりィ（Lily、1952年〈昭和27年〉2月17日 - 2016年〈平成28年〉11月11日）は、日本のシンガーソングライター・女優。本名：鎌田 小恵子（かまた さえこ）。福岡県出身。元アルファエージェンシー所属。文京区立第十中学校卒業。身長160cm。B80cm、W58cm、H82cm（1976年2月）。
音楽業のほか女優としても活躍し、ドラマ・映画・CMに多数出演した。長男は、ロックバンド・FUZZY CONTROLのJUON。DREAMS COME TRUEの吉田美和は義娘にあたる。

## 略歴・人物
福岡県福岡市天神生まれ。唐人町などで育ち、小学校3年から東京で育つ。母は中洲でバー「翡翠」を経営、父は米空軍の将校で、りりィはハーフである。父はりりィが生まれる前に朝鮮戦争で戦死したと伝えられた。
10歳で家族と一緒に上京。東映の児童劇団に1年半所属。東映在籍中の1966年、緑魔子主演の『非行少女ヨーコ』にちょい役で出演（ラーメン屋につとめるヨーコがどんぶりを落として割るところを蔑んで見る娘役）。高校には行かず、彼女が17歳のとき母が亡くなり、生活のためにスナックで弾き語りをする。「りりィ」という芸名はブラブラしているときに仲間が付けたあだ名が元で「ィ」がカタカナなのは自分でなんとなく変えたという。
1971年、下田逸郎のアルバム『遺言歌 誰にも知られずに消えるしかないさ』に参加。レーニア名義で楽曲「ひとりひとり」のリードボーカルを担当。「レーニア」の名はイギリスのフォークシンガー・ドノヴァンの楽曲「ラレーニア (Lalena) 」から採った。
所属事務所はモス・ファミリ（小澤音楽事務所系）。本格的に曲作りを始めたのは山上路夫からの勧めがきっかけ。独特のハスキーヴォイスで注目される。本来は3オクターブの音域を持つ美声だったが、風邪をひいた日に2升近く日本酒を飲み、朝まで歌い続けたら翌日声が潰れたという。
1972年2月5日、20歳のとき、東芝音楽工業よりアルバム『たまねぎ』で歌手デビュー。1972年は数多くの女性シンガーソングライターがデビューした年だが、りりィのデビューは1972年2月5日であり、谷山浩子（1972年4月25日）、荒井由実（1972年7月5日）、五輪真弓（1972年10月21日）らより少し早くデビューを果たしている。
1972年、デビュー直後に大島渚監督の『夏の妹』に出演。以後、音楽活動と並行して女優としても活動する。
1974年のシングル「私は泣いています」が累計100万枚を超える大ヒットを記録した。この曲は遊びで作った英語詞によるブルース「アイム・クライング・オン・ザ・ベッド」に自ら日本語の歌詞をつけたもので、当初は知り合いだった研ナオコに歌ってもらうつもりで事務所に持参したところ「自分で歌ってくれないと困る」と言われ、しかたなく歌ったという。小西良太郎は「トルコ嬢まで泣かせた」と評価している。
24歳のときにドラマーの西哲也（元ファニー・カンパニー、当時バイ・バイ・セッション・バンドにも参加）と結婚するが1年で別居し、7年後の1981年に離婚した。
東芝EMI時代にはバックバンドとして「バイ・バイ・セッション・バンド」を従えていた。主なメンバーとしては坂本龍一のほか、木田高介、土屋昌巳、伊藤銀次、吉田建、斉藤ノブ、井上鑑、国吉良一などが参加しており、長らく活動して全国のライブハウスなどを回っていた。
1982年、ビクター音楽産業に移籍。その後に2度目の結婚をし、活動休止。1985年に一人息子のJUONをもうけた。子育て中は埼玉県狭山市に移り住んでメディア露出も控え、数年間主婦業に専念していたが、JUONが中学生になり子育てが一段落した1997年、TBS系テレビドラマ『青い鳥』に出演し、芸能活動を再開した。
1993年3月、音蔵シリーズと称する過去アルバム作品群のCD化プロジェクトにより、『たまねぎ』『Dulcimer』『タエコ』『ラブ・レター』がそれぞれCD化・再発売される。
1999年からは齊藤洋士と「Lily-Yoji」（りりィアンドヨージ）というユニットを結成し、全国各地で活動した。
テレビドラマ『3年B組金八先生』で共演した上戸彩とも親交があった。
2009年に放送されたテレビドラマ『救命病棟24時』第4シリーズの第5話に患者役として出演。このドラマの主題歌であるDREAMS COME TRUEの楽曲「その先へ」は、JUONが所属するバンド、FUZZY CONTROLをフィーチュアリング・アーティストとして迎えた作品であり、親子共演となった。
2012年、2013年には東芝EMI時代の過去のアルバム作品が相次いで再発売された。まず、2012年1月にはEMI ROCKS The Firstシリーズの1枚として、ファーストアルバム『たまねぎ』がデジタルリマスタリングされた音源に紙ジャケット仕様で復刻され、同年11月には『Dulcimer』『タエコ』『りりィ・ライヴ』『ラブ・レター』『りりシズム』の5枚が、2013年には初CD化となる『オーロイラ』『マジェンタ』の2枚が、デジタルリマスタリング音源でタワーレコード限定で再発売された。その後、りりィが存命中にはCD化されなかった作品も、近年のシティポップ・ブームの中で、2017年に『南十字星 Southern Cross』、2022年に『気にしないで Don't Worry Don't』『P.S. I LOVE YOU 1972〜1981』が初CD化され、東芝EMI時代の全アルバムがCD化された。
晩年は肺がんと闘病し、定期検診で静養が必要と診断され、2016年5月からライブ活動を中止していた。2016年11月11日、死去した。64歳没。
その人柄と広い活動ゆえ、訃報に際してはDREAMS COME TRUEの中村正人、シンガーソングライターの泉谷しげる、映画監督の青山真治、アニメ監督の山崎理など、多くの著名人から追悼コメントが捧げられた。
遺作（映画）は『彼らが本気で編むときは』、最後の公開作品は『追憶』。いずれも2017年公開。

## 音楽作品

### シングル
※「私は泣いています」までは「りりィ」名義で発売。以降は「りりぃ」名義で発売。
| 発売日               | 規格             | 規格品番         | 面               | タイトル                            | 作詞             | 作曲             | 編曲                 |
| 東芝EMI・express     | 東芝EMI・express | 東芝EMI・express | 東芝EMI・express | 東芝EMI・express                    | 東芝EMI・express | 東芝EMI・express | 東芝EMI・express     |
| -------------------- | ---------------- | ---------------- | ---------------- | ----------------------------------- | ---------------- | ---------------- | -------------------- |
| 1972年               | EP               | [ 注釈 1 ]       | A                | にがお絵                            | りりィ           | 原沢としひこ     |                      |
| 1972年               | EP               | [ 注釈 1 ]       | B                | 恋するリリィ                        |                  |                  |                      |
| 1972年5月5日         | EP               | ETP-2654         | A                | にがお絵                            | りりィ           | 原沢としひこ     |                      |
| 1972年5月5日         | EP               | ETP-2654         | B                | 私の映画                            | りりィ           | りりィ           |                      |
| 1972年10月5日        | EP               | ETP-2743         | A                | クイズの賞金                        | りりィ           | りりィ           | 瀬尾一三             |
| 1972年10月5日        | EP               | ETP-2743         | B                | 沖縄にて                            | りりィ           | りりィ           | 瀬尾一三             |
| 1973年7月5日         | EP               | ETP-2874         | A                | 心が痛い                            | りりィ           | りりィ           | 木田高介             |
| 1973年7月5日         | EP               | ETP-2874         | B                | スプリング・ハズ・カム              | りりィ           | りりィ           | 木田高介             |
| 1974年3月5日         | EP               | ETP-2985         | A                | 私は泣いています I am cring         | りりィ           | りりィ           | 木田高介             |
| 1974年3月5日         | EP               | ETP-2985         | B                | 皮肉 Sarcastic remark               | りりィ           | りりィ           | 木田高介             |
| 1974年9月5日         | EP               | ETP-20051        | A                | 風のいたみ                          | りりぃ           | りりぃ           | 木田高介             |
| 1974年9月5日         | EP               | ETP-20051        | B                | バイ・バイ・セッション・バンド      | りりぃ           | りりぃ           | 木田高介             |
| 1975年3月5日         | EP               | ETP-20110        | A                | しあわせさがし                      | りりぃ           | りりぃ           | 国吉良一             |
| 1975年3月5日         | EP               | ETP-20110        | B                | 春早朝                              | りりぃ           | りりぃ           | 国吉良一             |
| 1975年10月5日        | EP               | ETP-20179        | A                | 月のセレナーデ                      | りりぃ           | りりぃ           | 国吉良一             |
| 1975年10月5日        | EP               | ETP-20179        | B                | あなたの影が去った時                | りりぃ           | りりぃ           | 国吉良一             |
| 1976年3月20日        | EP               | ETP-20243        | A                | 家へおいでよ                        | りりぃ           | りりぃ           | 坂本龍一             |
| 1976年3月20日        | EP               | ETP-20243        | B                | オレンジ村から春へ                  | りりぃ           | りりぃ           | 国吉良一             |
| 1976年10月1日        | EP               | ETP-10111        | A                | 涙のない町                          | りりぃ           | りりぃ           | 国吉良一             |
| 1976年10月1日        | EP               | ETP-10111        | B                | さようならになった日                | りりぃ           | りりぃ           | 坂本龍一             |
| 1977年5月5日         | EP               | ETP-10198        | A                | ミス・キャロン・ターバット          | りりぃ           | りりぃ           |                      |
| 1977年5月5日         | EP               | ETP-10198        | B                | 心は夏に誘われて                    | りりぃ           | りりぃ           |                      |
| 1977年9月21日        | EP               | ETP-10311        | A                | 綺麗になりたい                      | りりぃ           | りりぃ           | 佐藤博               |
| 1977年9月21日        | EP               | ETP-10311        | B                | ラブ                                | りりぃ           | りりぃ           | 国吉良一             |
| 1978年2月5日         | EP               | ETP-10358        | A                | さわがしい楽園                      | 及川恒平         | 井上鑑           | 井上鑑               |
| 1978年2月5日         | EP               | ETP-10358        | B                | 水鏡のなか                          | りりぃ           | りりぃ           | 井上鑑               |
| 1978年5月5日         | EP               | ETP-10421        | A                | E・S・P                             | りりぃ           | りりぃ           | 木田高介 Marcus Duke |
| 1978年5月5日         | EP               | ETP-10421        | B                | 気にしないで                        | りりぃ           | りりぃ           | 木田高介             |
| 1978年9月20日        | EP               | ETP-10475        | A                | ベッドで煙草を吸わないで            | 岩谷時子         | いずみたく       | 国吉良一             |
| 1978年9月20日        | EP               | ETP-10475        | B                | ひとりよりふたり                    | 魚住勉 りりぃ    | りりぃ           | 国吉良一             |
| 1979年3月20日        | EP               | ETP-10603        | A                | おやしらず                          | 糸井重里         | りりぃ           | 木田高介             |
| 1979年3月20日        | EP               | ETP-10603        | B                | P.S. I LOVE YOU                     | 藤浦洸           | 服部良一         | 河村利夫             |
| 1980年11月5日        | EP               | ETP-17051        | A                | 涙の第三京浜                        | りりぃ           | りりぃ           | 国吉良一             |
| 1980年11月5日        | EP               | ETP-17051        | B                | ジュリア                            | りりぃ           | りりぃ           | 国吉良一             |
| 1981年4月5日         | EP               | ETP-17136        | A                | 涙のドライビング                    | りりぃ           | 国吉良一         | 船山基紀             |
| 1981年4月5日         | EP               | ETP-17136        | B                | 天動説の女                          | りりぃ           | りりぃ           | 船山基紀             |
| 1981年12月5日        | EP               | ETP-17263        | A                | 愛                                  | りりぃ           | りりぃ           |                      |
| 1981年12月5日        | EP               | ETP-17263        | B                | 女心                                | りりぃ           | りりぃ           |                      |
| -                    | EP               | TA-2             | A                | まだ名のない歌                      | 望田市郎         | 八木正生         |                      |
| -                    | EP               | TA-2             | B                | mada nanonai uta (Inst.)            | -                | 八木正生         |                      |
| ビクター・Invitation |                  |                  |                  |                                     |                  |                  |                      |
| 1982年7月5日         | EP               | VIHX-1574        | A                | モダン・ロマンス                    | りりぃ           | 吉田健           | 伊藤銀次             |
| 1982年7月5日         | EP               | VIHX-1574        | B                | ペントハウスで恋をして              | りりぃ           | りりぃ           | 伊藤銀次             |
| 1982年10月5日        | EP               | VIHX-1590        | A                | さらさら                            | 島武実           | りりぃ           | 白井良明             |
| 1982年10月5日        | EP               | VIHX-1590        | B                | 誘惑                                | りりぃ           | りりぃ           | 武川雅寛             |
| 1983年1月10日        | EP               | VIHX-1602        | A                | Woman                               | りりぃ           | ダンディ         |                      |
| 1983年1月10日        | EP               | VIHX-1602        | B                | グッバイ・シティ                    | りりぃ           | つのだひろ       |                      |
| 1983年7月21日        | EP               | VIHX-1613        | A                | さようならアリス                    | りりぃ           | 井上大輔         | 井上大輔             |
| 1983年7月21日        | EP               | VIHX-1613        | B                | Happy Birth                         | りりぃ           | りりぃ           | 松原正樹             |
| 1986年9月21日        | EP               | VIHX-1699        | A                | 風のバレリーナ                      | 大津あきら       | 鈴木キサブロー   | 船山基紀             |
| 1986年9月21日        | EP               | VIHX-1699        | B                | 白い旅人                            | りりぃ           | 糸数             | 柳田ヒロ             |
| 1987年               | EP               | VIHX-1758        | A                | 花                                  | 喜納昌吉         | 喜納昌吉         |                      |
| 1987年               | EP               | VIHX-1758        | B                | 夢のエレメント 〜勇者達への鎮魂歌〜 | りりぃ           | 鹿紋太郎         | 芳野藤丸             |
| 1988年5月21日        | EP               | VDRS-1035        | A                | さよならロンリネス                  | 康珍化           | 鈴木キサブロー   | 佐藤準               |
| 1988年5月21日        | EP               | VDRS-1035        | B                | Really Want You, Lover              | りりぃ           | 鈴木キサブロー   | 平岩嘉信             |
| 1989年6月7日         | EP               | VDRS-1153        | A                | Rescue you                          | りりぃ           | 中崎英也         | 芳野藤丸             |
| 1989年6月7日         | EP               | VDRS-1153        | B                | 天使の記憶                          | 山川啓介         | りりぃ           | 芳野藤丸             |
| 1995年2月22日        | 8cmCD            | VODR-1003        | 1                | でも さよならが言えない             |                  |                  |                      |
| 1995年2月22日        | 8cmCD            | VODR-1003        | 2                | 風の子守唄                          |                  |                  |                      |

### アルバム
| 発売日               | 規格             | 規格品番                                   | アルバム | 備考 |
| 東芝EMI・express     | 東芝EMI・express | 東芝EMI・express                           | 東芝EMI・express | 東芝EMI・express |
| -------------------- | ---------------- | ------------------------------------------ | --- | --- |
| 1972年2月5日         | LP               | ETP-9053                                   | たまねぎ（ONION） | 初回プレスはジャケットデザインが違う。 |
| 1973年               | LP               | ETP-9053                                   | たまねぎ（ONION） | |
| 1975年               | LP               | ETP-72048                                  | たまねぎ（ONION） | |
| 1983年               | LP               | ETP-40151                                  | たまねぎ（ONION） | |
| 1990年11月21日       | CD               | TOCT-5916                                  | たまねぎ（ONION） | 初CD化・ROCKコレクターシリーズの1枚 |
| 1992年6月24日        | CD               | TOCT-6608                                  | たまねぎ（ONION） | 東芝EMI・音蔵シリーズの1枚 |
| 2012年1月25日        | CD               | TOCT-11420                                 | たまねぎ（ONION） | 2012年デジタルリマスター／紙ジャケット仕様・EMI ROCKS“The First”シリーズの1枚                                                                    |
| 1973年7月5日         | LP               | ETP-9079                                   | Dulcimer（ダルシマ） \| A \| 1 \| Good By Of Stranger = 無関係のさよなら \| 3:39 \| \| A \| 2 \| I Left My Blues = 今日は空が雨で出来てる \| 3:52 \| \| A \| 3 \| My Dear Mr. Romance = 憧れのファミレド氏 \| 3:43 \| \| A \| 4 \| Jun = ジュン \| 3:46 \| \| A \| 5 \| Pipe Love = パイプ・ラブ \| 3:09 \| \| B \| 6 \| Nothing By Mouth = 心が痛い \| 3:55 \| \| B \| 7 \| Spring Has Come = スプリング・ハズ・カム \| 3:33 \| \| B \| 8 \| Day Break = 朝 \| 3:54 \| \| B \| 9 \| Don't Eat The Apple = りんごを食べないで \| 3:19 \| \| B \| 10 \| As I Can't Sleep (II) = 変型ねつかれなくて \| 1:59 \| \| B \| 11 \| Why = なぜ \| 5:50 \| | |
| 1975年               | LP               | ETP-72049                                  | Dulcimer（ダルシマ） \| A \| 1 \| Good By Of Stranger = 無関係のさよなら \| 3:39 \| \| A \| 2 \| I Left My Blues = 今日は空が雨で出来てる \| 3:52 \| \| A \| 3 \| My Dear Mr. Romance = 憧れのファミレド氏 \| 3:43 \| \| A \| 4 \| Jun = ジュン \| 3:46 \| \| A \| 5 \| Pipe Love = パイプ・ラブ \| 3:09 \| \| B \| 6 \| Nothing By Mouth = 心が痛い \| 3:55 \| \| B \| 7 \| Spring Has Come = スプリング・ハズ・カム \| 3:33 \| \| B \| 8 \| Day Break = 朝 \| 3:54 \| \| B \| 9 \| Don't Eat The Apple = りんごを食べないで \| 3:19 \| \| B \| 10 \| As I Can't Sleep (II) = 変型ねつかれなくて \| 1:59 \| \| B \| 11 \| Why = なぜ \| 5:50 \| | |
| 1990年7月17日        | CD               | TOCT-5746                                  | Dulcimer（ダルシマ） \| A \| 1 \| Good By Of Stranger = 無関係のさよなら \| 3:39 \| \| A \| 2 \| I Left My Blues = 今日は空が雨で出来てる \| 3:52 \| \| A \| 3 \| My Dear Mr. Romance = 憧れのファミレド氏 \| 3:43 \| \| A \| 4 \| Jun = ジュン \| 3:46 \| \| A \| 5 \| Pipe Love = パイプ・ラブ \| 3:09 \| \| B \| 6 \| Nothing By Mouth = 心が痛い \| 3:55 \| \| B \| 7 \| Spring Has Come = スプリング・ハズ・カム \| 3:33 \| \| B \| 8 \| Day Break = 朝 \| 3:54 \| \| B \| 9 \| Don't Eat The Apple = りんごを食べないで \| 3:19 \| \| B \| 10 \| As I Can't Sleep (II) = 変型ねつかれなくて \| 1:59 \| \| B \| 11 \| Why = なぜ \| 5:50 \| | 初CD化・ROCKコレクターシリーズの1枚 |
| 1992年7月22日        | CD               | TOCT-6609                                  | Dulcimer（ダルシマ） \| A \| 1 \| Good By Of Stranger = 無関係のさよなら \| 3:39 \| \| A \| 2 \| I Left My Blues = 今日は空が雨で出来てる \| 3:52 \| \| A \| 3 \| My Dear Mr. Romance = 憧れのファミレド氏 \| 3:43 \| \| A \| 4 \| Jun = ジュン \| 3:46 \| \| A \| 5 \| Pipe Love = パイプ・ラブ \| 3:09 \| \| B \| 6 \| Nothing By Mouth = 心が痛い \| 3:55 \| \| B \| 7 \| Spring Has Come = スプリング・ハズ・カム \| 3:33 \| \| B \| 8 \| Day Break = 朝 \| 3:54 \| \| B \| 9 \| Don't Eat The Apple = りんごを食べないで \| 3:19 \| \| B \| 10 \| As I Can't Sleep (II) = 変型ねつかれなくて \| 1:59 \| \| B \| 11 \| Why = なぜ \| 5:50 \| | 東芝EMI・音蔵シリーズの1枚 |
| 2003年9月10日        | CD               | TOCT-25168                                 | Dulcimer（ダルシマ） \| A \| 1 \| Good By Of Stranger = 無関係のさよなら \| 3:39 \| \| A \| 2 \| I Left My Blues = 今日は空が雨で出来てる \| 3:52 \| \| A \| 3 \| My Dear Mr. Romance = 憧れのファミレド氏 \| 3:43 \| \| A \| 4 \| Jun = ジュン \| 3:46 \| \| A \| 5 \| Pipe Love = パイプ・ラブ \| 3:09 \| \| B \| 6 \| Nothing By Mouth = 心が痛い \| 3:55 \| \| B \| 7 \| Spring Has Come = スプリング・ハズ・カム \| 3:33 \| \| B \| 8 \| Day Break = 朝 \| 3:54 \| \| B \| 9 \| Don't Eat The Apple = りんごを食べないで \| 3:19 \| \| B \| 10 \| As I Can't Sleep (II) = 変型ねつかれなくて \| 1:59 \| \| B \| 11 \| Why = なぜ \| 5:50 \| | 2003年24bitリマスター／紙ジャケット仕様・名盤必聴シリーズの1枚                                                                                   |
| 2005年3月30日        | CD               | TOCT-16011                                 | Dulcimer（ダルシマ） \| A \| 1 \| Good By Of Stranger = 無関係のさよなら \| 3:39 \| \| A \| 2 \| I Left My Blues = 今日は空が雨で出来てる \| 3:52 \| \| A \| 3 \| My Dear Mr. Romance = 憧れのファミレド氏 \| 3:43 \| \| A \| 4 \| Jun = ジュン \| 3:46 \| \| A \| 5 \| Pipe Love = パイプ・ラブ \| 3:09 \| \| B \| 6 \| Nothing By Mouth = 心が痛い \| 3:55 \| \| B \| 7 \| Spring Has Come = スプリング・ハズ・カム \| 3:33 \| \| B \| 8 \| Day Break = 朝 \| 3:54 \| \| B \| 9 \| Don't Eat The Apple = りんごを食べないで \| 3:19 \| \| B \| 10 \| As I Can't Sleep (II) = 変型ねつかれなくて \| 1:59 \| \| B \| 11 \| Why = なぜ \| 5:50 \| | |
| 2012年11月7日        | CD               | QIAG-70068                                 | Dulcimer（ダルシマ） \| A \| 1 \| Good By Of Stranger = 無関係のさよなら \| 3:39 \| \| A \| 2 \| I Left My Blues = 今日は空が雨で出来てる \| 3:52 \| \| A \| 3 \| My Dear Mr. Romance = 憧れのファミレド氏 \| 3:43 \| \| A \| 4 \| Jun = ジュン \| 3:46 \| \| A \| 5 \| Pipe Love = パイプ・ラブ \| 3:09 \| \| B \| 6 \| Nothing By Mouth = 心が痛い \| 3:55 \| \| B \| 7 \| Spring Has Come = スプリング・ハズ・カム \| 3:33 \| \| B \| 8 \| Day Break = 朝 \| 3:54 \| \| B \| 9 \| Don't Eat The Apple = りんごを食べないで \| 3:19 \| \| B \| 10 \| As I Can't Sleep (II) = 変型ねつかれなくて \| 1:59 \| \| B \| 11 \| Why = なぜ \| 5:50 \| | 2012年デジタルリマスター／タワーレコード限定 |
| 2018年9月19日        | UHQCD            | UPCY-40027                                 | Dulcimer（ダルシマ） \| A \| 1 \| Good By Of Stranger = 無関係のさよなら \| 3:39 \| \| A \| 2 \| I Left My Blues = 今日は空が雨で出来てる \| 3:52 \| \| A \| 3 \| My Dear Mr. Romance = 憧れのファミレド氏 \| 3:43 \| \| A \| 4 \| Jun = ジュン \| 3:46 \| \| A \| 5 \| Pipe Love = パイプ・ラブ \| 3:09 \| \| B \| 6 \| Nothing By Mouth = 心が痛い \| 3:55 \| \| B \| 7 \| Spring Has Come = スプリング・ハズ・カム \| 3:33 \| \| B \| 8 \| Day Break = 朝 \| 3:54 \| \| B \| 9 \| Don't Eat The Apple = りんごを食べないで \| 3:19 \| \| B \| 10 \| As I Can't Sleep (II) = 変型ねつかれなくて \| 1:59 \| \| B \| 11 \| Why = なぜ \| 5:50 \| | 2018年デジタルリマスター |
| 1974年6月5日         | LP               | ETP-85005                                  | タエコ | |
| 1975年               | LP               | ETP-72050                                  | タエコ | |
| 1992年7月22日        | CD               | TOCT-6610                                  | タエコ | 初CD化／東芝EMI・音蔵シリーズ |
| 2012年11月7日        | CD               | QIAG-70066                                 | タエコ | 2012年デジタルリマスター／タワーレコード限定 |
| 2018年6月13日        | CD               | UPCY-9762                                  | タエコ | ユニバーサルミュージック名作1000シリーズの1枚 |
| 1974年12月1日        | LP               | ETP-72017                                  | りりィ・ライヴ | ここまで木田高介プロデュース |
| 2003年9月29日        | CD               | TOCT-25209                                 | りりィ・ライヴ | 初CD化／2003年24bitリマスター／紙ジャケット仕様・名盤必聴シリーズの1枚                                                                           |
| 2012年11月7日        | CD               | QIAG-70069                                 | りりィ・ライヴ | 2012年デジタルリマスター／タワーレコード限定 |
| 2018年6月13日        | CD               | UPCY-9763                                  | りりィ・ライヴ | ユニバーサルミュージック名作1000シリーズの1枚 |
| 1975年5月20日        | LP               | ETP-72070                                  | ラブ・レター | |
| 1994年4月7日         | CD               | TOCT-6988                                  | ラブ・レター | 初CD化／東芝EMI・音蔵シリーズ |
| 2012年11月7日        | CD               | QIAG-70067                                 | ラブ・レター | 2012年デジタルリマスター／タワーレコード限定 |
| 2018年6月13日        | CD               |                                            | ラブ・レター | ユニバーサルミュージック名作1000シリーズの1枚 |
| 1976年5月20日        | LP               | ETP-72168                                  | オーロイラ | |
| 2013年9月11日        | CD               | QIAG-70078                                 | オーロイラ | 初CD化／2013年デジタルリマスター／タワーレコード限定                                                                                             |
| 2018年6月13日        | CD               |                                            | オーロイラ | ユニバーサルミュージック名作1000シリーズの1枚 |
| 1977年6月5日         | LP               | ETP-72254                                  | りりシズム | |
| 2004年2月25日        | CD               | TOCT-25342                                 | りりシズム | 初CD化／2004年24bitリマスター／紙ジャケット仕様・名盤必聴シリーズの1枚                                                                           |
| 2012年11月7日        | CD               | QIAG-70070                                 | りりシズム | 2012年デジタルリマスター／タワーレコード限定 |
| 2018年6月13日        | CD               |                                            | りりシズム | ユニバーサルミュージック名作1000シリーズの1枚 |
| 1978年6月5日         | LP               | ETP-80019                                  | 気にしないで Don't Worry Don't | |
| 2022年06月29日       | CD               | UPCY-90084                                 | 気にしないで Don't Worry Don't | 初CD化／＜CITY POP Selections＞ by UNIVERSAL MUSICシリーズの1枚                                                                                  |
| 1979年6月5日         | LP               | ETP-80098                                  | マジェンタ | |
| 2013年9月11日        | CD               | QIAG-70077                                 | マジェンタ | 初CD化／2013年デジタルリマスター／タワーレコード限定                                                                                             |
| 2018年6月13日        | CD               | UPCY-9767                                  | マジェンタ | ユニバーサルミュージック名作1000シリーズの1枚 |
| 1980年11月5日        | LP               | ETP-90039                                  | 南十字星 Southern Cross | |
| 2017年8月23日        | CD               | UCPY-7347                                  | 南十字星 Southern Cross | 初CD化／Light Mellow和モノシリーズの1枚／2017年デジタルリマスター盤                                                                              |
| ビクター・Invitation |                  |                                            | | |
| 1982年5月5日         | LP               | VIH-28081                                  | モダン・ロマンス | |
| 2021年06月23日       | CD               | VICL-65525                                 | モダン・ロマンス | 初CD化／＜マスターピース・コレクション＞シティポップ名作選シリーズの1枚／2021年リマスター 『モダン・ロマンス +1』としてボーナス・トラック1曲収録 |
| 1983年3月5日         | LP               | VIH-28118                                  | Say | ※未CD化 |
| 1988年12月16日       | LP               | VIH-28354                                  | fairy tale | |
| 1988年12月16日       | CD               | VDR-1576                                   | fairy tale | |
| 2021年10月20日       | CD               | VICL-65525                                 | fairy tale | CD再発／＜マスターピース・コレクション＞シティポップ名作選シリーズの1枚／2021年リマスター 『fairy tale +3』としてボーナス・トラック3曲収録       |
| エムイーエム         |                  |                                            | | |
| 1995年6月21日        | CD               |                                            | 愛 ※りりィ in PAB名義 | |
| コロムビアレコード   |                  |                                            | | |
| 2008年4月23日        | CD               |                                            | フロム〜ツインボーカル〜 ※Lily-Yoji名義 | |
| A                    | 1                | Good By Of Stranger = 無関係のさよなら     | 3:39 | |
| A                    | 2                | I Left My Blues = 今日は空が雨で出来てる   | 3:52 | |
| A                    | 3                | My Dear Mr. Romance = 憧れのファミレド氏   | 3:43 | |
| A                    | 4                | Jun = ジュン                               | 3:46 | |
| A                    | 5                | Pipe Love = パイプ・ラブ                   | 3:09 | |
| B                    | 6                | Nothing By Mouth = 心が痛い                | 3:55 | |
| B                    | 7                | Spring Has Come = スプリング・ハズ・カム   | 3:33 | |
| B                    | 8                | Day Break = 朝                             | 3:54 | |
| B                    | 9                | Don't Eat The Apple = りんごを食べないで   | 3:19 | |
| B                    | 10               | As I Can't Sleep (II) = 変型ねつかれなくて | 1:59 | |
| B                    | 11               | Why = なぜ                                 | 5:50 | |

### ベスト・アルバム
- 『P.S. I LOVE YOU 1972〜1981』（1981年12月5日、東芝EMI、ETP-90137）- 初ベスト、初CD化＜CITY POP Selections＞ by UNIVERSAL MUSIC。
- 『P.S. I WANT YOU -scene 1974〜1986-』（1986年12月16日、ビクター）- 東芝EMI時代の楽曲も収録。
- 『TWIN BEST りりィ』（1996年11月27日、東芝EMI）
- 『BEST COLLECTION』（1998年、東芝EMI）-「The CD Club」通信販売限定。
- 『ゴールデン☆ベスト りりィ』（2004年11月17日、東芝EMI）- ゴールデン☆ベストも参照。

### 楽曲提供
| 歌手             | 年   | タイトル                       | 作詞/作曲 | 収録盤 (【S】はシングル) | 備考／規格品番 |
| ---------------- | ---- | ------------------------------ | --------- | ------------------------ | -------------- |
| 藍とも子         | 1983 | フルムーン・ナイト・パーティー | 作詞作曲  | 春画                     | YV25-1014      |
| 大原麗子         | 1978 | 待つことになれて               | 作詞作曲  | 愛のつづれ織り           | L-11002R       |
| かまやつひろし   | 1975 | DARLING                        | 作詞作曲  | あゝ我が良き友よ         | ETP-72033      |
| キャンディ・レイ | 1978 | ただいま思春期                 | 作曲      | 初恋のメルヘン【S】      | GK-192         |
| 桑名正博         | 1983 | GROOVY NIGHT                   | 作詞      | WOMANIAC                 | 28MS0029       |
| 沢田研二         | 1979 | アムネジア                     | 作詞作曲  | ロンリー・ウルフ【S】    | DR-6355        |
| サンディー・アイ | 1975 | 愛のメロディー                 | 作詞      | くちづけは許して         | AX-8029        |
| サンディー・アイ | 1975 | 日曜日の午後                   | 作詞作曲  | くちづけは許して         | AX-8029        |
| 鈴木ヒロミツ     | 1976 | いつでも帰っておいでよ         | 作詞作曲  | 永遠の輪廻               | ETP-72205      |
| 中山エミコ       | 1981 | A MEMORY OF YOU                | 作詞      | Mr.ロンリー【S】         | ETP-17231      |
| 水島裕           | 1983 | 初恋少女                       | 作詞作曲  | 彩の季節【S】            | VIHX-1622      |
| 都はるみ         | 1979 | 港という字は涙の巷             | 作曲      | えとらんぜ               | AX-7203        |
| 横山みゆき       | 1980 | 誰かいい人みつけて             | 作詞作曲  | 紫陽花【S】              | GK-395         |

## 出演作品

### テレビドラマ
- 寺内貫太郎一家 第25話（1974年、TBS） - 泣いてる女 役
- 青い鳥（1997年、TBS）
- 美少女H（1998年、フジテレビ）
- あきまへんで!（1998年、TBS） - シスター 役
- 家族になろうよ!（1999年、TBS） - 黒田和代 役
- 日曜日は終わらない（1999年、ハイビジョン試験放送）
- 20歳の結婚（2000年、TBS）
- ドラマ家族模様「素顔のときめき」（2000年、NHK総合）
- 3年B組金八先生 第6シリーズ（2001年 - 2002年、TBS） - 鶴本成美 役
- ビューティ7（2001年、日本テレビ） - 柏木初恵 役
- 衛星ドラマ劇場 ビタミンF（2002年、NHK BS2） - 淳子 役
- 人間の証明（2004年、フジテレビ） - 相馬晴美 役
- 嫌われ松子の一生（2006年、TBS） - 楠木亜也子 役
- 東京タワー 〜オカンとボクと、時々、オトン〜（2007年、フジテレビ） - 徳本洋子 役
- 会いたかった 〜向井亜紀・代理母出産という選択〜（2007年、フジテレビ） - 高田の母 役
- GIRLFRIENDS（2007年、フジテレビ721） - 葵 役
- 帰ってきた時効警察 第5話（2007年、テレビ朝日） - 元アイドル歌手・白鳥その子（現在）役
- 幼獣マメシバ（2009年、東名阪ネット6ほか） - 御手洗藤子 役
- 救命病棟24時 第4シリーズ（2009年、フジテレビ） - 柏木聡子 役
- 深夜食堂 第9話（2009年、毎日放送） - やちよ（ローズ美千代）役
- 傍聴マニア09〜裁判長!ここは懲役4年でどうすか〜（2009年、読売テレビ）
- 土曜ドラマ「チェイス〜国税査察官〜」（2010年、NHK総合） - 澤村文子 役
- 日本人の知らない日本語 第八話（2010年、読売テレビ） - 鹿取静子 役
- モリのアサガオ（2010年、テレビ東京） - 香西の被害者の母 役
- ねこばん(2010年10月-12月、東名阪ネット6加盟局（tvk、TVS、CTC、MTV、KBS、SUN） - 根本敏子 役
- 金曜スーパープライム「犬の消えた日」（2011年、日本テレビ） - 多岐ふさ 役
- ドラマスペシャル「愛・命 〜新宿歌舞伎町駆け込み寺〜」（2011年、テレビ朝日）
- 月曜ゴールデン（TBS）
  - 「女タクシードライバーの事件日誌6」（2012年） - 山岸美佳 役
  - 「スクープ 遊軍記者・布施京一」（2015年） - 沢野楓 役
- 妄想捜査〜桑潟幸一准教授のスタイリッシュな生活 第7話（2012年、テレビ朝日） - 飛田益恵 役
- 家族のうた 第4話（2012年、フジテレビ） - 池田絹子 役
- トッカン 特別国税徴収官 第1話（2012年、日本テレビ） - 大島史子 役
- 走馬灯株式会社 第3話（2012年、TBS） - 女将 役
- ゴーイング マイ ホーム（2012年10月 - 12月、関西テレビ） - 辻時子 役
- プレミアムドラマ「うたの家 〜歌人・河野裕子とその家族」（2012年8月26日、NHK総合） - 河野裕子 役[17]
- イロドリヒムラ 第3話（2012年、TBS） - 風おばさん 役
- 水曜ミステリー9（テレビ東京）
  - 「ガンリキ 警部補・鬼島弥一2」（2012年） - 清水百合絵 役
  - 「嫌われ監察官 音無一六〜警察内部調査の鬼〜2」（2014年） - 木嶋康子 役
- 特集ドラマ「極北ラプソディ」（2013年、NHK） - 飯島ミヨ 役
- プレミアムドラマ「小暮写眞館」（2013年、NHK BSプレミアム） - 陽シンギ 役
- 半沢直樹（2013年、TBS） - 半沢美千子 役
- なぞの転校生（2014年、テレビ東京） - 王妃 役
- ファースト・クラス 第1話・第8話（2014年、フジテレビ） - 中山美佐枝 役
- 昼顔〜平日午後3時の恋人たち〜（2014年、フジテレビ） - 高橋茂子 役
- さよなら私（2014年、NHK） - 吉澤弘子 役
- 孤独のグルメ Season4 特別編 （2014年8月9日、テレビ東京） -  一富女将 役
- 十月十日の進化論（2015年３月28日、WOWOW）- 鈴の母
- 土曜ワイド劇場「新・ヤメ検の女6」（2015年11月7日、朝日放送） - 阿部泰子 役
- 荒地の恋（2016年） ‐ 最上フミ
- 逃げる女 (2016年のテレビドラマ)（2016年） - 山口豊子 役
- ラヴソング 第3話・第4話（2016年、フジテレビ） - 桑名喜和子 役
- モンタージュ 三億円事件奇譚（2016年） - 関口ヒロミ 役

### 映画
- 夏の妹（1972年） - 小藤田桃子
- 処刑遊戯（1979年） - 叶直子
- ニッポン警視庁の恥といわれた二人 刑事珍道中（1980年） - バーのママ
- パラダイスビュー（1985年） - ジュール
- 六本木フェイク（1997年） - 鏑木麗子
- Rainbow（1999年） - チルの母
- のど自慢（1999年） - 里香の母親
- ニンゲン合格（1999年）- 岩谷幸子
- ざわざわ下北沢（2000年） - 陽子
- メトレス（2000年） - 遠野美智子
- アカシアの道（2001年）- 出版社編集長
- 案山子 KAKASHI（2001年） - 宮守幸恵
- コンセント CONCENT（2001年） - 亜子
- 折り梅（2002年） - 絵画教室の先生
- さよなら、クロ（2003年） - 森下照代
- ヴィタール（2004年） - 高木慎子
- リンダ リンダ リンダ（2005年） - 恵の母
- DV ドメスティック・バイオレンス（2005年） - 霧島昭子
- MAKOTO（2005年） - 高見の妻
- SHINOBI-HEART UNDER BLADE-（2005年） - お幻
- 蟲師（2007年） - 庄屋夫人
- 休暇（2007年） - 美佐子
- パーク アンド ラブホテル（2007年） - 艶子
- グーグーだって猫である（2008年）
- 石内尋常高等小学校 花は散れども（2008年） - 吉田早苗
- イキガミ（2008年） - 田辺美奈子
- 那須少年記（2008年） - 福助
- 第三の肌（2009年）
- ねこばん3D とび出すにゃんこ（2010年） - 根本敏子
- シンクロニシティ（2010年）
- 奇跡（2011年）
- モテキ（2011年） - 愛の母
- リルウの冒険（2012年） - サワ
- キツツキと雨（2012年）
- 任侠ヘルパー（2012年） - 芦川波江
- ぶどうのなみだ（2014年） - リリさん
- 最後の命（2014年） - カウンセラー
- エイプリルフールズ（2015年） - 老婆
- GONIN サーガ（2015年） - 大越佳津子
- 東京無国籍少女（2015年） - 保健医[18]
- FOUJITA（2015年、日本・フランス）[19] - おばぁ 役
- 縁〜The Bride of Izumo〜（2015年） - 澄子 役
- リップヴァンウィンクルの花嫁（2016年） - 里中珠代 役
- 湯を沸かすほどの熱い愛（2016年） - 向田都子
- 彼らが本気で編むときは、（2017年） - サユリ 役[20]
- 追憶（2017年） ‐ 四方清美

### ラジオ
- りりィ一慶サタデーフォーク（TBSラジオ）
- スタジオ300 （1972年、KBS近畿放送）

### ラジオドラマ
- 地下鉄のアリス（1978年、NHK）

### CM
- 資生堂「1975年春のキャンペーン・彼女はフレッシュジュース」「春早朝」
- 資生堂「1976年春のキャンペーン」「オレンジ村から春へ」
- トヨタ・カリーナCM曲（1977年2月1日録音）

作詞：望田市朗、作曲：八木正生、編曲：八木正生、ディレクター：村木敬史、コーラス：伊集加代子グループ、制作：株式会社A.R.A・株式会社電通
- 公共広告機構（現：ACジャパン）（1979年）「児童に笑顔 - ユニセフ」の歌を担当
- フェミニン「綺麗になりたい」
- 丸井「ひとりよりふたり」
- 東洋水産「マルちゃん 麺づくり」
- ソニー
- 野村證券
- ニッカウヰスキー「ブラックニッカクリアブレンド」（2002年） - 「夢で逢いましょう」[21]
- NTTドコモ
- ジュピターショップチャンネル「ライブな対話」篇（2015年） - 「義母と嫁」の義母役（嫁は瀬戸朝香）
- 長野運送株式会社CM曲（2016年3月1日録音[22]） - ｢りりィ&洋士(齊藤洋士)｣として[23]